# Малинівка (Львівський район)
Мали́нівка — село в Україні, у Пустомитівській міській громаді Львівського району Львівської області. Відстань до обласного центру становить 21 км, а до Пустомит — 6 км, що проходить автошляхом місцевого значення. Відстань до найближчої залізничної станції Містки — 1,5 км.
Малинівка належить до Пустомитівської міської громади. Населення становить 182 особи.

## Населення
За даними всеукраїнського перепису населення 2001 року в селі мешкало 182 особи:
| українська | 182 | 100 |